# Vesicularia sarcoblasta
Vesicularia sarcoblasta är en bladmossart som beskrevs av Brotherus 1908. Vesicularia sarcoblasta ingår i släktet Vesicularia och familjen Hypnaceae. Inga underarter finns listade i Catalogue of Life.